# Berylliumbromid
Berylliumbromid er den kemiske forbindelse med den kemiske formel BeBr2. Den er meget hygroskopisk og opløses godt i vand. Forbindelsen er en polymer med tetraedriske Be-centre.
Den kan skabes ved at få berylliummetal til at reagere med brom ved temperaturer omkring 500 °C to 700 °C:
Be + Br2 → BeBr2
Berylliumbromid dannes også når man behandler berylliumoxid med hydrobromisk syre:
BeO + 2 HBr → BeBr2 + H2O
Det hydroliserer langsomt i vand: BeBr2 + 2 H2O → 2 HBr + Be(OH)2

## Sikkerhed
Berylliumforbindelser er giftige hvis de inhaleres eller indtages.

## Fodnoter
1. ↑  Crystal modifications of Beryllium dihalides BeCl2, BeBr2, and BeI2 Troyanov, S. I. Zhurnal Neorganicheskoi Khimii (2000), 45(10), 1619-1624.
2. ↑  
Perry, Dale L.; Phillips, Sidney L. (1995), Handbook of Inorganic Compounds, CRC Press, s. 61-62, ISBN 0-8493-8671-3, hentet 2007-12-10